# Thomas Neumann (artiste)
 (mars 2025).
Motif : Sources attestant de la notoriété ?
- Archive Wikiwix
- Bing
- Cairn
- DuckDuckGo
- E. Universalis
- Gallica
- Google
- G. Books
- G. News
- G. Scholar
- Persée
- Qwant
- (zh) Baidu
- (ru) Yandex
- (wd) trouver des œuvres sur Wikidata

| 1. | Préciser le motif de la pose du bandeau. | Précisez le motif de la pose du bandeau en utilisant la syntaxe suivante : {{admissibilité à vérifier\|date=mai 2025\|motif=remplacez ce texte par le motif}}                                 |
| 2. | Informer les utilisateurs concernés.     | Pensez à avertir le créateur de l'article, par exemple, en insérant le code ci-dessous sur sa page de discussion : {{subst:avertissement admissibilité à vérifier\|Thomas Neumann (artiste)}} |

Pour les articles homonymes, voir Thomas Neumann.

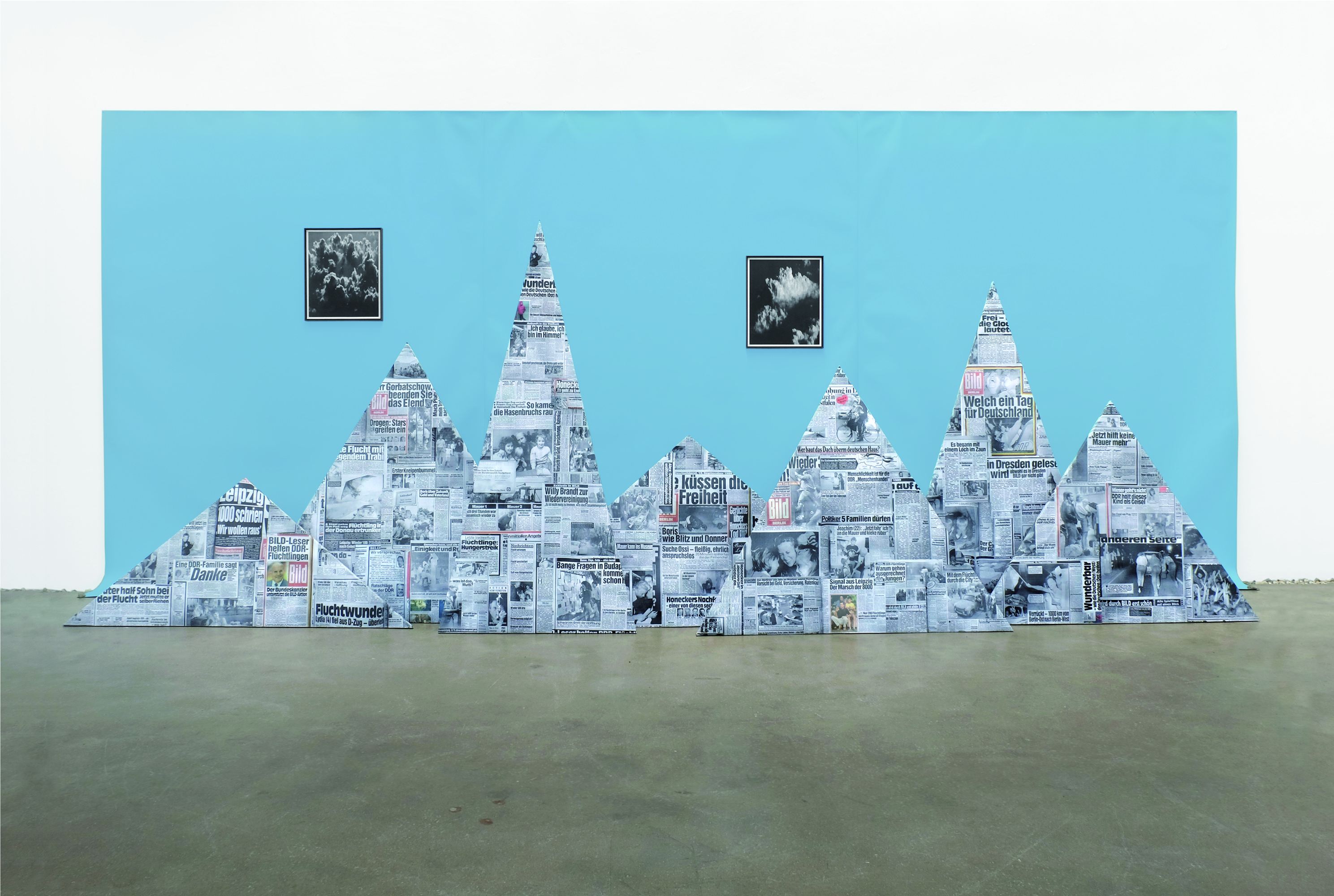
Paysage, 2019, Installation, Emsdettener Kunstverein

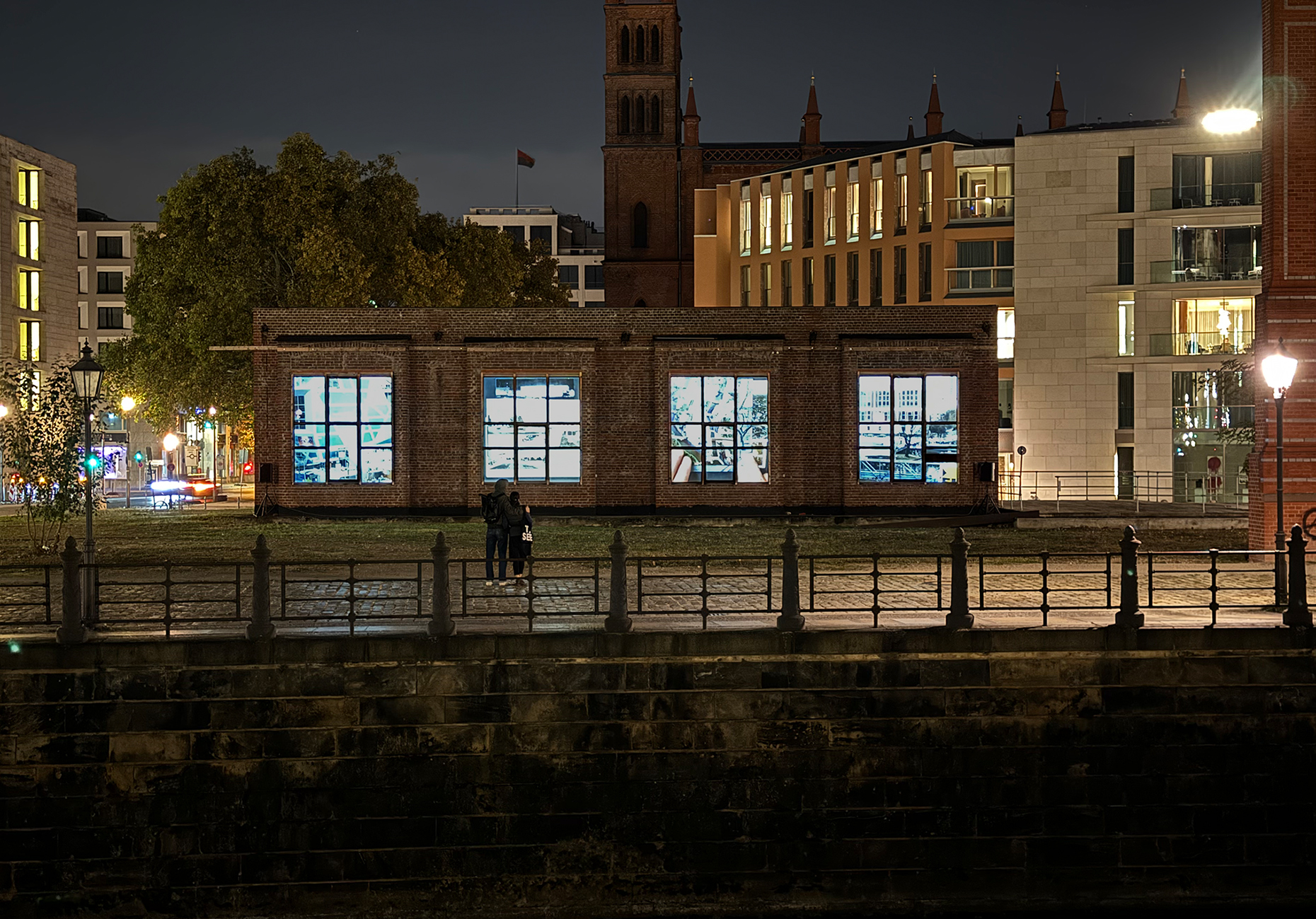
„Le chêne de la Schlossplatz de Berlin“, 2024, Installation spécifique au site, Berlin

Thomas Neumann né en 1975 à Cottbus, est un artiste allemand vivant à Düsseldorf.

## Biographie
Neumann a passé son enfance et sa jeunesse à Cottbus et Königs Wusterhausen. Après un séjour à Leipzig, il étudie de 1997 à 2004 à la Kunstakademie Düsseldorf avec Bernd et Hilla Becher et Thomas Ruff. Il est membre de la Société allemande de photographie et de la Deutscher Künstlerbund.

## Œuvre
Inspiré par ses racines République démocratique allemande, Neumann s'intéresse au patrimoine architectural et historique du Bloc de l'Est. Ses séries « Homo sovieticus » (1998-2002), « Pictures from Utopia » (2003-2005), « Unbuilt City » (2007), « 1984 News from Utopia » (2003) et « Sternenflug und Apfelblüte » (2013), ont été créées dans ce contexte.
En tant que curateur, Neumann a organisé le projet « Congrès des futurologues », qui s'est déroulé en 2007 et 2008 dans les villes socialistes planifiées d'Eisenhüttenstadt et de Dunaújváros. Avec « Monument pour une ville » (2006) Neumann a commencé son oeuvre d'art sur des installations à grande échelle combinant photographie et sculpture. Il a remporté le Bergischer Kunstpreis 2010 pour l'installation « Fantômes » (2009).
Influencé par un séjour de deux ans au Japon, Neumann s'intéresse à la photographie de paysage. S'ensuivent les séries d'œuvres « Mori » (2012) et « Ishi » (2013), qui font partie de sa monographie « The Japanese Series » (2015). En réponse à l'accident nucléaire de Fukushima en 2011, il publie le livre « Märztage　三月日記 » aux éditions Revolver. Pour le 10e anniversaire, il organise un projet « Fukushima Memorial 2021 » avec une lecture-performance de son livre.
L'exposition « Exakte Vertrauensgrenzen (Limites de confiance exactes) » a eu lieu au « Weltkunstzimmer » à Düsseldorf en 2020. Une monographie du même titre a été publiée par Hatje Cantz Verlag avec les contributions de Karl Schlögel, Durs Grünbein et Gabriele Muschter/Uwe Warnke.
Dans le projet « Le Chêne de la Schlossplatz Berlin », lancé en 2021, l'intérêt de Neumann pour l'histoire et sa vision de la nature se conjuguent. À l'aide de photographies historiques et contemporaines, l'artiste raconte l'histoire d'un chêne planté dans un jardin près du pont Schleusen après l'inauguration du Monument national de Guillaume Ier en 1897. Archéologue visuel, Thomas Neumann retrace la présence de cet arbre dans la photographie berlinoise du XXe siècle, à travers plus de 60 archives, bibliothèques et collections. Acteur de soutien des photographies des événements entourant le quartier politique de Berlin-Mitte, le chêne est désormais présenté comme le personnage principal de son projet artistique. En octobre 2024, une projection in situ de l'œuvre de Neumann a eu lieu sur le terrain de l'ancienne Académie d'architecture de Berlin.

## Expositions personnelle
- 2024 Die Eiche vom Schlossplatz Berlin, Roter Saal, Bundesstiftung Bauakademie
- 2021 Landscape and Memory 景色・記憶, Satellite Gallery SAKURA, Université préfectorale des arts d'Aichi, Nagoya, Japon[19]
- 2020 Exakte Vertrauensgrenzen (Limites de confiance exactes), HPZ Stiftung, Weltkunstzimmer, Düsseldorf
- 2018 Mindscape. Japan, Musées Dresde, Collections techniques de Dresde
- 2018 Matrix, Gallery Nomart, Osaka, Japon
- 2016 Mori.Ishi, Gallery Nomart, Osaka, Japon
- 2015 The Japanese Series, Gästezimmer, Hans Peter Zimmer Stiftung, Düsseldorf
- 2008 Unbuilt City, Galerie Alexandra Saheb, Berlin
- 2006 Distortions, Goethe-Institut Paris, France
- 2005 Pictures from Utopia, Aktivist, Eisenhüttenstadt
- 2005 Die Litauische Rakete, CAIC, Vilnius, Lituanie
- 1998 Sequenzen, Galerie Markt 21, Weimar

## Exposition collective
- 2024 Große Kunstausstellung NRW Düsseldorf, Museum Kunstpalast, Düsseldorf
- 2022 Galactic Railroad, Emsdettener Kunstverein, Emsdetten and Fondation du Japon Cologne
- 2021 Ohne Ende Anfang, Museum Utopie und Alltag, Eisenhüttenstadt
- 2021 Japonismus 2.0 _ Landschaft im Zeichen Japans, Städtische Galerie Bietigheim-Bissingen, Bietigheim-Bissingen
- 2020 Subjekt und Objekt, Kunsthalle de Düsseldorf, Düsseldorf
- 2019 Große Kunstausstellung NRW Düsseldorf, Museum Kunstpalast, Düsseldorf
- 2019 Boundaries: Photographic Expressions from Japan and Germany, HRD Fine Art, Kyoto, Japon
- 2018 Questioning Photography Now, The Galaxy Museum of Contemporary Art, Chongqing, Chine
- 2018 Gute Aussichten Deluxe, Deichtorhallen, Hambourg
- 2017 Compilation, Hans Peter Zimmer Stiftung, Düsseldorf
- 2017 Static Scope, Akibatamabi 21, Gallery of Tama Art University, Tokyo, Japon
- 2017 New german photography beyond the Düsseldorf School, Museo de la Cancillería, Mexico
- 2016 Der typologische Blick, Die Photographische Sammlung/SK Stiftung Kultur, Cologne
- 2016 dimensions variable, Kunstraum Düsseldorf
- 2014 Words and Photographs, Seeds of Remembrance Fukushima, Setagaya Lifestyle Design Center, Tokyo, Japon
- 2014 8. Darmstädter Tage der Fotografie, Darmstadt
- 2013 Water and Plant, Gallery Nomart, Osaka, Japon
- 2013 Brise Soleil, Artspace Estemp, São Paulo, Brésil
- 2012 Mustererkennung, Museum für Angewandte Kunst, Cologne
- 2011 Soramame – Himmelsbohnen, Weltkunstzimmer, Düsseldorf
- 2011 Approaching Art by Leaving Art Behind, Museum of Contemporary Art, Sapporo, Japan
- 2010 Landschaft I-IV, Galerie der Künstler, Munich
- 2010 64. Bergische Kunstausstellung, Bergischer Kunstpreis, Kunstmuseum Solingen
- 2009 Retromorphosis, Galleries at University of HertfordshireSt Albans, Hertfordshire, Grande-Bretagne
- 2009 Kabinett II – aus der Sammlung, gfzk | Galerie für Zeitgenössische Kunst Leipzig, Leipzig
- 2008 Kongress der Futurologen, Institute of Contemporary Art, Dunaújváros, Hongrie
- 2008 Video_ Düsseldorf / Riga, Latvian Centre for Contemporary Art – LCCA, Riga, Lettonie
- 2007 Nach dem Sputnik, Kunst im Tunnel (KIT), Düsseldorf
- 2007 Appearance / Disappearance, Gallery of Contemporary Art Bunkier Sztuki, Cracovie, Pologne
- 2007 Abwesenheitsnotizen, Museum Abteiberg, Mönchengladbach
- 2006 Changing Faces – WORK, Museum Folkwang, Essen
- 2006 13. Month of Photography, Benaki Museum, Athènes, Grèce
- 2005 gute aussichten – junge deutsche fotografie, Deichtorhallen, Hambourg
- 2005 Les Rencontres d’Arles, Arles, France
- 2004 realismus update, Jacobi Haus, Künstlerverein Malkasten, Düsseldorf